# Zaurus

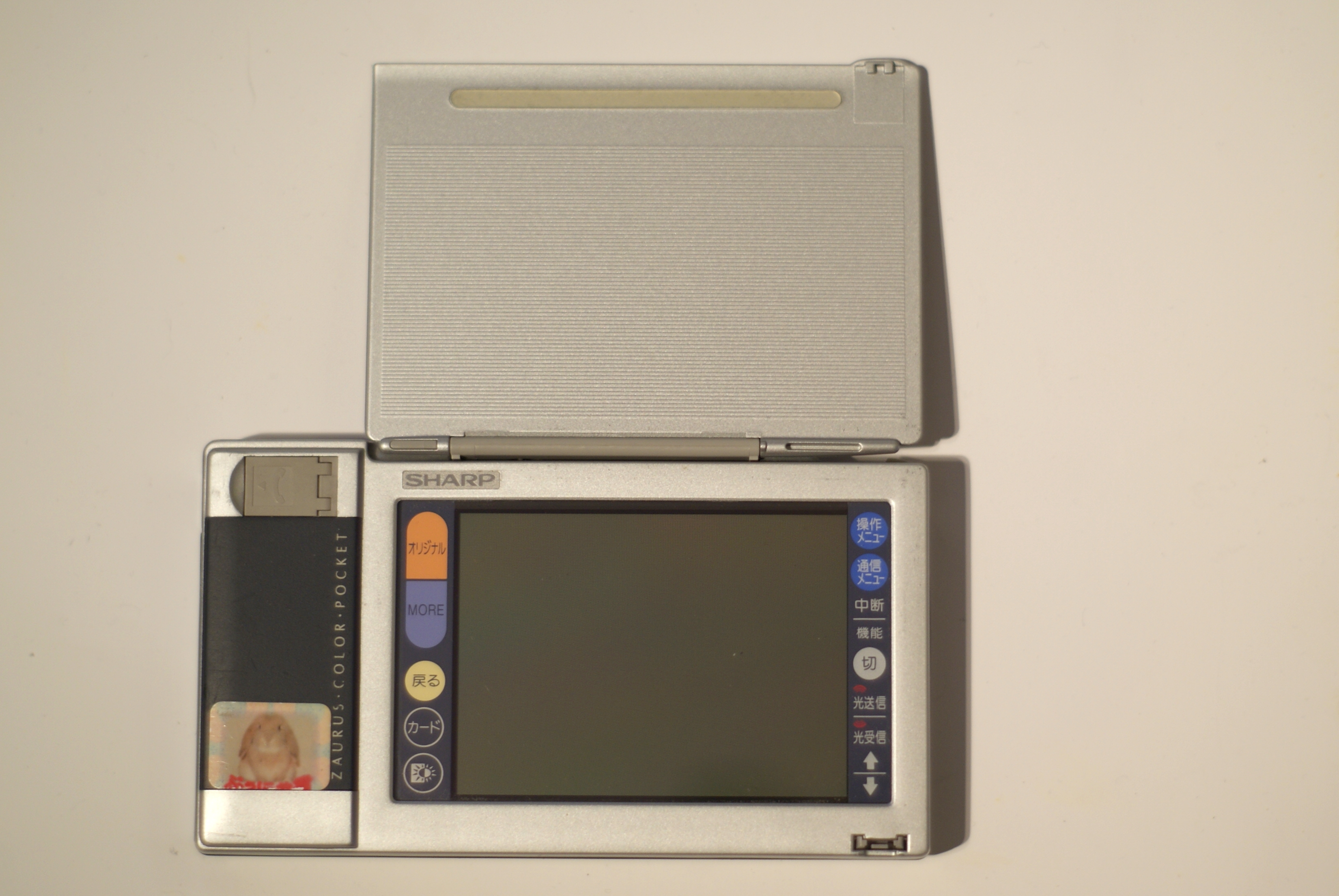
Sharp Zaurus MI-310

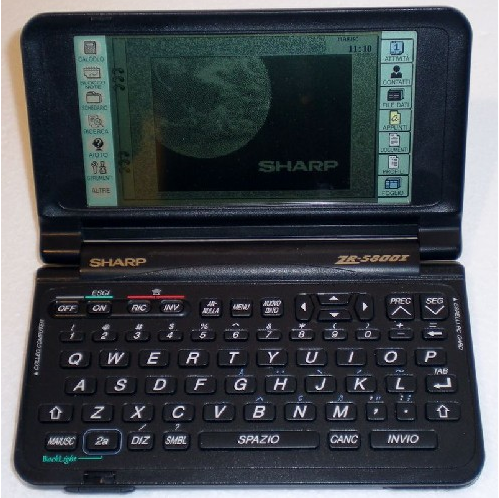
Sharp Zaurus ZR-5800

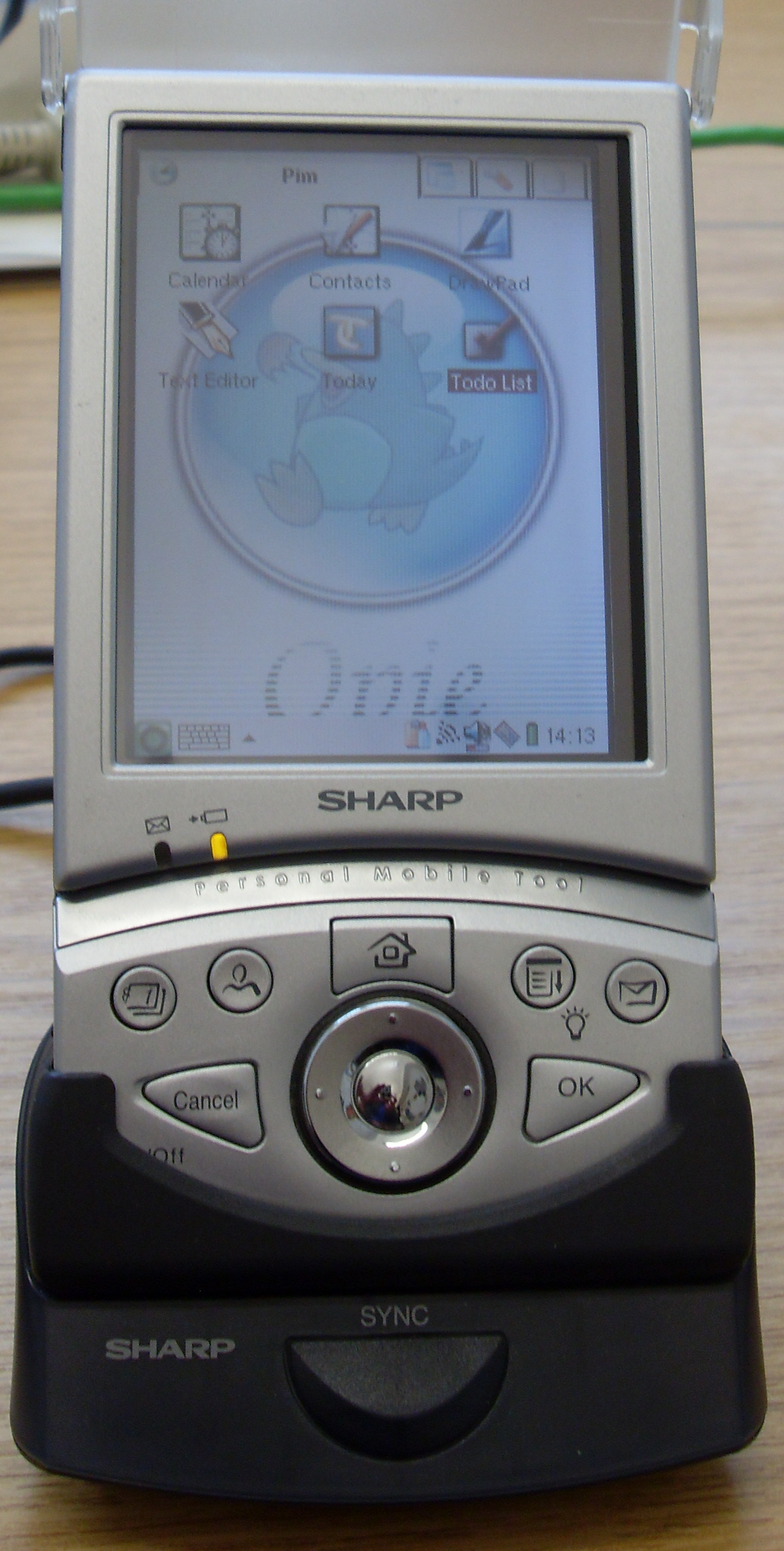
Sharp Zaurus SL-5500G in Ladestation

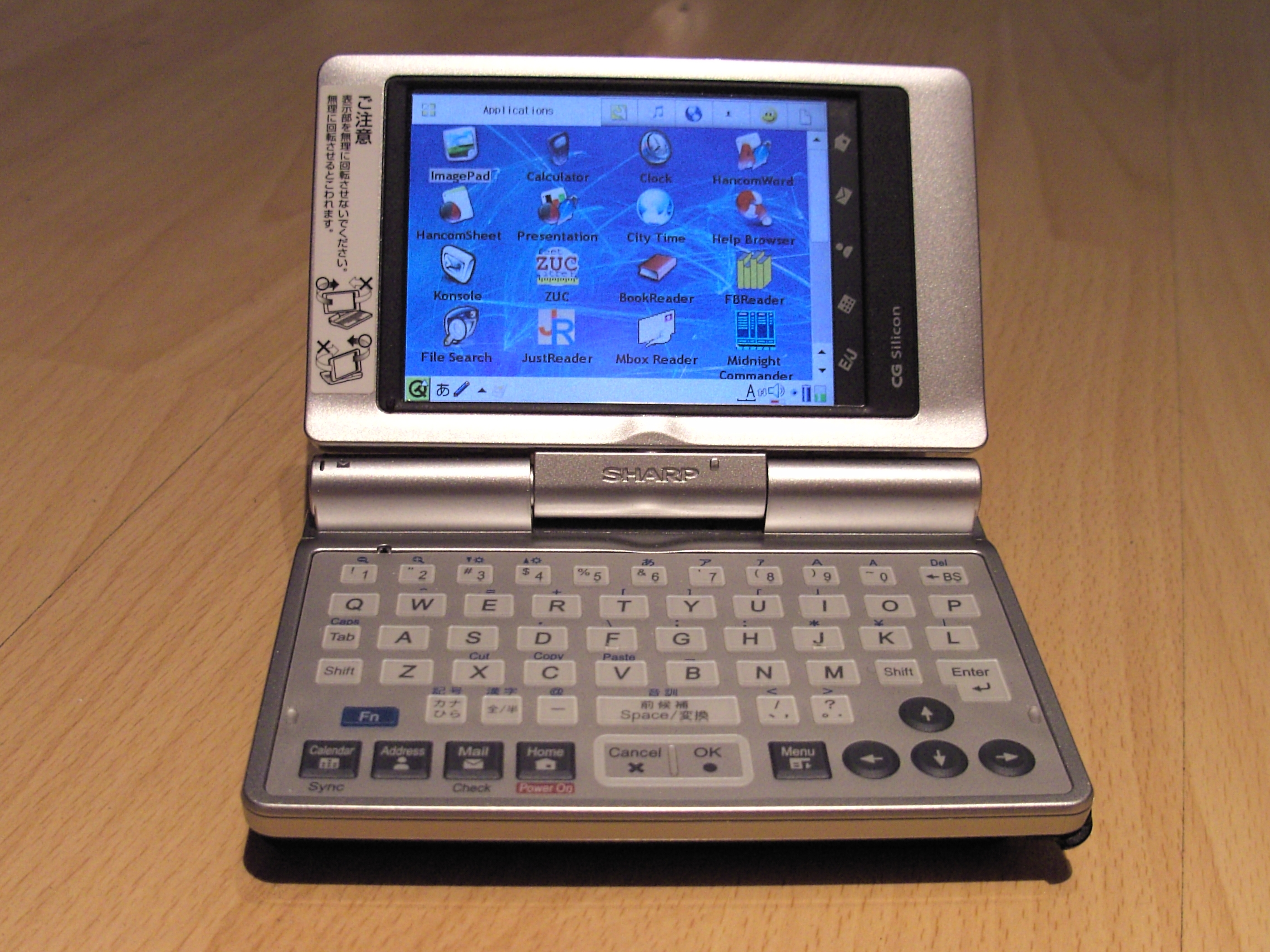
Sharp Zaurus SL-C860 (Modell von 2004)

Zaurus ist eine Electronic-Organizer-Serie der Firma Sharp, die mit einem beleuchteten Touchscreen, einer QWERTY-Tastaturbelegung, einem Eingabestift und zur Erweiterung mit einem PCMCIA-Karten-Slot ausgerüstet ist.
Mit den späteren Generationen des Zaurus ("SL"xxx) wechselte Sharp zu Linux als Betriebssystem und vermarktete ihn als Personal Mobile Tool.

## Geschichte
Zaurus-Organizer der Serien ZR-3000 bis ZR-5800 folgten ab ca. 1997 der erfolgreichen Sharp-Organizer-Serie IQ nach. Durch den neuartigen hintergrundbeleuchteten Touchscreen (Hintergrundbeleuchtung nur beim Topmodell ZR-5800) war nun erstmals auch bei schlechten Lichtverhältnissen eine gute Lesbarkeit des Displays und daher ein Arbeiten mit einem Organizer möglich. Durch die Displaybeleuchtung erhöhte sich allerdings der Energieverbrauch, ein Zaurus benötigt daher anstatt wie bei der IQ-Serie mit zwei AAA-Micro- nun zwei AA-Mignon-Zellen. Im Gewicht und an Baugröße war daher der Zaurus deutlich unhandlicher als ein IQ-Organizer.
Durch den bei Zaurus-Organizern neu eingeführten PCMCIA-Karten-Slot konnten zur Speichererweiterung handelsübliche PCMCIA-Karten verwendet werden. Nachteil dieser Neuerung war allerdings, dass frühere teure Sharp-Organizer-Erweiterungskarten nun nicht mehr kompatibel waren. Zaurus-Organizer der Serie ZR können mit einem externen (Mobilfunk-)Modem Faxe versenden und empfangen, außerdem ist das Installieren von Drittsoftware möglich. Da der Zaurus-ZR-Serie TCP/IP fehlt, ist diese Modellreihe nicht internettauglich.

## Modellreihen (Auszug)
- ZR-Reihe
  - ZR-3000, Touchscreen 320 × 240, 1 MB RAM.[1]
  - ZR-3500, baugleich einem ZR-3000, mit integriertem 14.4/9.6-kbit/s-Modem.[1]
  - ZR-5000, muschelschaliger Organizer, ursprünglich nur am japanischen Markt verfügbar, Englische/internationale Version, 1995.
  - ZR-5000/FX, ZR-5000 mit Faxmodem ("FX") im Lieferumfang, 1995.
  - ZR-5000G, Deutsche Version (G steht für Germany) mit QWERTZ statt QWERTY-Tastatur und Deutscher Bedienoberfläche.
  - ZR-5700
  - ZR-5800
- SL-Reihe (Chronologisch)
  - SL-5000 Entwickler-Version
  - SL-5500 (Collie) Mit höherer Prozessorleistung und größerem Speicher
  - SL-5500G Die deutsche Version des SL-5500
  - SL-C700 Erste Clam-Shell Version des Zaurus mit richtiger Tastatur
  - SL-C750 Mit neuerem Prozessor
  - SL-C760 Mit größerem internen Speicher und einem größeren Akku
  - SL-C860 Wie der SL-C760, jedoch kann der SL-C860 als USB-Speicher genutzt werden
  - SL-6000 Nachfolger des SL-5500, auch erhältlich mit internem WLAN und/oder Bluetooth
  - SL-C1000 Erstes Model mit USB-Host
  - SL-C3000 Genau wie der SL-C1000, aber mit erstmaliger interner 4GB Festplatte
  - SL-C3100 Wie SL-C3000 jedoch mit größerem internen Speicher
  - SL-C3200 Mit 6GB interner Festplatte